# Нерпетское
Нерпетское (Нерптское, Нерпское) — пойменное озеро, расположено в правобережной пойме р. Оки, на территории Серпуховского района Московской области в 1 километре от села Липицы.
Озеро имеет вытянутую форму длинной 3 км и шириной 300 метров. Берега озера безлесные, на южном берегу находятся небольшие деревни Селино и Вечери.